# Vévoda z Castel Duino
Vévodové z Castel Duino jsou italský šlechtický rod pocházející z české linie knížecího rodu Thurn-Taxisů.

## Historie
Titul vévodů z Castel Duino byl vytvořen spolu s dodatečným titulem Principe della Torre e Tasso (kníže/pric z Thurnu a Taxisu) v roce 1934 pro prince Alexandra I. Karla z Thurnu a Taxisu po jeho naturalizaci v Italském království. Druhý vévoda, Raimundo, se oženil s princeznou Evženií Řeckou a Dánskou, členkou řecké královské rodiny.

Hrad Duino nedaleko Terstu

Sídlem rodiny je hrad Duino v Duinu v provincii Terst v regionu Furlansko-Julské Benátsko.

## Vévodové z Castel Duino (1934-dosud)
- Princ Alexandr I. Karel z Thrunu a Taxisu / Alessandro Carlo della Torre e Tasso, 1. vévoda z Castel Duino (1881-1937), syn prince Alexandra Jana z Thurnu a Taxisu a princezny Marie Alžběty rozené z Hohenlohe-Waldenburg-Schillingsfürstu
- Princ Raimund z Thurnu a Taxisu / Raimundo della Torre e Tasso, 2. vévoda z Castel Duino (1907-1986)
- Princ Karel Alexandr z Thurnu a Taxisu / Carlo Alessandro della Torre e Tasso, 3. vévoda z Castel Duino (* 1952)

Dědicem je princ Dimitri della Torre e Tasso (* 1977).